# Ilmari Krohn
Ilmari Krohn   (Hèlsinki, 8 de novembre de 1867 - Hèlsinki, 25 d'abril de 1960) va ser un musicòleg i compositor finlandès.

## Carrera
Krohn va estudiar música a Hèlsinki amb Richard Faltin i de 1886 a 1890 al Conservatori de Leipzig amb Gustav Schreck. Del 1894 al 1905 va treballar a Tampere i del 1911 al 1944 a Hèlsinki com a organista. A més, va ensenyar musicologia del 1918 al 1935 com a professor associat a la Universitat de Hèlsinki, on entre els seus alumnes tingué a Heikki Aaltoila.
Krohn va publicar nombroses publicacions musicològiques z. B. sobre les simfonies d'Anton Bruckner i Jean Sibelius (en part en alemany) i va ser membre de la Comissió Coral i Himnal de Finlàndia. Va compondre una Passió de Sant Joan, dos oratoris, una òpera i diversos cicles de cançons.

## Escrits
- Sobre la naturalesa i l'origen de les melodies populars espirituals a Finlàndia. Tractat acadèmic. Helsingfors. 1899.
- La fabricació de motlles a les simfonies de Jean Sibelius. Suomalainen tiedeakatemia, Hèlsinki. 1942. ISSN 0066-2011
- L'estat d'ànim de les simfonies de Jean Sibelius 1-2. Suomalainen tiedeakatemia, Hèlsinki. 1945-1946. ISSN 0066-2011
- Sävelmuistoja elämäni varrelta. [Memòries musicals.] WSOY, Hèlsinki. 1951.
- Simfonies d'Anton Bruckner: Investigació de la construcció de motlles i el contingut d'ànim 1-3. Suomalainen tiedeakatemia, Hèlsinki. 1955-1959. ISSN 0066-2011

## Relacions familiars
Ilmari Krohn era fill del poeta, erudit literari i folklorista Julius Krohn i, per tant, germà del folklorista Kaarle Krohn. L'escriptora Aino Kallas va néixer del segon matrimoni del seu pare i, per tant, era la seva germanastra.